# DS단석
주식회사 DS단석은 바이오에너지, 배터리 리사이클, 플라스틱 리사이클 사업을 영위하는 친환경 에너지·소재 전문 기업이다.

## 연혁
- 1965년: 노벨화학공업사 설립, 유사망간 개발 및 제조
- 1969년: 아산화동, 산화동 개발 및 제조
- 1973년: 광명단, 리사지 개발 및 제조
- 1982년: 중소기업 근대화 우선 육성 업체 지정
- 1984년: PVC 안정제 개발 및 제조, 주식회사 노벨산업 설립, 광명단 KS 획득
- 1989년: ㈜단석산업 사명 변경
- 1993년: 관계사 ㈜동윤산업 설립 (現 DS PCR 구미공장)
- 1995년: 시화공장 이전 → 현대화 생산 기반시설, 연구시설 확보
- 1996년: 통상산업부 ‘자랑스런 중소기업’ 선정
- 1999년: 생산성대상(R&D) 산업자원부 장관상 표창, ‘생산성향상 우수기업’ 지정
- 2000년: 생산성향상 대통령 표창 수상
- 2001년: 전기로 제작기술 특허, 벤처기업인증(신기술 개발기업), 정밀화학동 공장 준공, 우량기술기업 선정
- 2005년: 중국 호남성 고신기술산업 개발구 공장 준공
- 2007년: 바이오디젤 공장 준공, 글리세린 생산체제 구축
- 2011년: 재생연 공장 준공(전라북도 군산시 소룡동)
- 2012년: 정제오일 시스템 준공
- 2013년: LDH 공장 준공(전라북도 군산시 오식도동), 1억불 수출의 탑 수상
- 2014년: 바이오중유 공장 준공
- 2016년: 바이오 평택2공장 바이오디젤 설비 가동
- 2017년: 관계사 ㈜삼일이노콤 인수 (現 DS PCR 영천공장)
- 2018년: 바이오 평택1공장 바이오디젤 설비 가동
- 2019년: 파키스탄 공장 가동, 말레이시아 공장 인수
- 2020년: 수출 2억불 달성
- 2021년: 바이오 제천공장 바이오디젤 설비 가동
- 2022년: 바이오선박유(BMF) 유럽 첫 수출, 수출 3억불 달성
- 2023년: ㈜DS단석 사명 변경, DS우일바이오㈜, ㈜DS이앤이 (現 DS PCR-함안), 하이브㈜ 지분 인수, DS단석 유가증권시장(KOSPI) 상장[1][3]
- 2024년: LIB 리사이클링 군산 공장 준공, 평택1공장 HVO PTU 준공

## 사업장 현황
- DS PCR 구미공장: 경상북도 구미시 산동읍 첨단기업4로 25-4
- DS PCR 영천공장: 경상북도 영천시 금호읍 오계공단길 43
- DS PCR 함안공장: 경상남도 함안군 군북면 월촌공단로 100
- 하이브: 강원특별자치도 원주시 우두산길 52
- DS우일바이오: 충청남도 청양군 비봉면 작은한술길 48-7
- DS단석 말레이시아: 81700 Pasir Gudang, Johor, Malaysia
- 청도단석신능원과기유한공사(青岛丹石新能源科技有限公司): 중국 산동성 청도시 시난구 잔산가도 산동로 6호갑1, 화륜빌딩
- 단석 파키스탄: Estate Raiwind Road, Lahore, Pakistan